# Lecanodiaspis dealbatae
Lecanodiaspis dealbatae är en insektsart som beskrevs av Lambdin, in; Howell, Lambdin och Kosztaran 1973. Lecanodiaspis dealbatae ingår i släktet Lecanodiaspis och familjen Lecanodiaspididae. Inga underarter finns listade i Catalogue of Life.